# Bancs del gueto
El Banc del gueto (conegut a Polònia com a getto ławkowe)) fou una forma d'oficial de segregació en els seients dels estudiants, introduït a les universitats de Polònia en 1935 al politècnic de Lviv. Pels volts del 1937, quan aquesta pràctica esdevingué condicionalment legalitzada, molts rectors i altres institucions d'ensenyament superior havien adpotat aquesta forma de segregació. En el marc del sistema del Getto ławkowe, els estudiants universitaris jueus van ser obligats, sota amenaça d'expulsió, a seure en una secció lateral esquerre de les aules, reservada exclusivament per a ells. Aquesta política oficial de segregació forçada va ser acompanyada sovint per actes de violència dirigits contra estudiants jueus pels membres de l'ONR (il·legalitzada ja des de feia tres mesos en 1934) i altres organitzacions d'extrema dreta i antisemites.
El "banc del gueto" va marcar el cim de l'antisemitisme a Polònia entre les dues guerres mundials."Contrarià no només els jueus, sinó també molts polonesos."«Els estudiants jueus van protestar contra aquestes polítiques, amb alguns polonesos que els van donar suport ... [és a dir, els estudiants jueus]» es mantingueren al seu lloc en comptes de seure. La segregació va continuar en vigor fins a la invasió de Polònia a la Segona Guerra Mundial i l'ocupació de Polònia per l'Alemanya nazi que va suprimir tot el sistema educatiu polonès.